# Daria Dudkiewicz-Goławska
Daria Dudkiewicz-Goławska (* 1985 in Krzemieniewo, Polen) ist eine polnische Ballonfahrerin. Sie wurde 2016 polnische Meisterin und 2018 Weltmeisterin in Nałęczów nach der Australierin Nicola Scaife.

## Leben
Daria Dudkiewicz wurde in Krzemieniewo in der Woiwodschaft Großpolen geboren. Sie studierte Journalismus an der Universität Breslau. Zusammen mit ihren Eltern führt sie an ihrem Geburtsort ein Lebensmittelgeschäft und einen Betrieb für Galvanotechnik. Im Jahr 2003 begeisterte sie sich für den Ballonsport. Daria Dudkiewicz wurde Mitglied des Aeroklub Leszczyński in Leszno und erwarb 2012 ihre Pilotenlizenz für Heißluftballone. Seit 2016 ist sie auch Ausbilderin und Mitglied der Nationalmannschaft. Ihr Ehemann Grzegorz Goławski ist ebenfalls Ballonfahrer.

## Erfolge

### Weltmeisterschaften
- 3. FAI Weltmeisterschaft der Frauen in Nałęczów, Polen, 2018 – Weltmeisterin
- 2. FAI Weltmeisterschaft der Frauen in Birštonas, Litauen, 2016 – 16. Platz
- 1. FAI Weltmeisterschaft der Frauen in Leszno, Polen, 2014 – 14. Platz

### Europameisterschaften
- 4. FAI Europameisterschaft der Frauen in Leszno, Polen, 2017 – 9. Platz
- 3. FAI Europameisterschaft der Frauen in Orveltermarke, Niederlande, 2015 – 8. Platz

### Landesmeisterschaften und sonstige Wettbewerbe
- IX. Polnische Ballon-Frauenmeisterschaft in Nałęczów, 2016 – Landesmeisterin
- Offene Meisterschaft von Slowenien, 2017 – Bronzemedaille
- XIX. Internationaler Bergballonwettbewerb in Krosno, 2018 – 5. Platz

| Personendaten    | Personendaten                   |
| ---------------- | ------------------------------- |
| NAME             | Dudkiewicz-Goławska, Daria      |
| ALTERNATIVNAMEN  | Dudkiewicz, Daria (Geburtsname) |
| KURZBESCHREIBUNG | polnische Ballonsportlerin      |
| GEBURTSDATUM     | 1985                            |
| GEBURTSORT       | Krzemieniewo, Polen             |